# Muhammad Kurd Ali
Muhammad Kurd Ali (1876 - 1953) (em árabe:  محمد كرد علي) foi um notável demógrafo da Síria, historiador e crítico literário na língua árabe. Ele foi o fundador da Academia Árabe de Damasco em 1918 e diretor dela até sua morte. 